# Drosophila fundomaculata
Drosophila fundomaculata är en tvåvingeart som beskrevs av Oswald Duda 1925. Drosophila fundomaculata ingår i släktet Drosophila och familjen daggflugor.
Artens utbredningsområde är Costa Rica.